# Big Walter Horton
Walter Horton, noto come Big Walter Horton o Walter "Shakey" Horton (Horn Lake, 6 aprile 1918 – Memphis, 8 dicembre 1981), è stato un musicista statunitense, conosciuto come suonatore di armonica nel mondo blues.